# VOLBA KC
VOLBA KC was een Belgische korfbalclub uit Antwerpen. 

## Geschiedenis
De club werd opgericht in 1943 door de oud-leerlingenvereniging van de Antwerpse Athenea (VOLBA) en had haar accommodatie aan het Kielpark.
Op 12 mei 2009 werd bekend dat VOLBA KC zou fusioneren met Kon. Espero KV. De nieuwe fusieclub draagt de naam KC Verde en startte in het seizoen 2009-'10 in de hoogste afdeling van de veldcompetitie en in de tweede klasse van de zaalcompetitie.

## Bekende (ex-)spelers
- Véronique Biot